# آلفا رومئو ۳۳ استرادال
آلفارومئو ۳۳ استرادال (Alfa Romeo 33 Stradale) خودرویی است که در سال‌های ۱۹۶۷–۱۹۷۱در میلان و ایتالیا تولید شده‌است.
این خودرو در کلاس خودرو اسپورت قرار گرفته و طراحی آن خودروهای موتور وسط عقب-محور عقب بوده‌است. سیستم جعبه‌دندهٔ آن ۶ دنده به صورت دستی است.